# 三郷町 (大阪府)
三郷町（さんごうちょう）は、大阪府北河内郡にあった町。現在の守口市南部にあたる。

## 歴史
- 1885年（明治18年） - 茨田郡大枝村・世木村・馬場村が合併して茨田郡高瀬村、茨田郡北寺方村・南寺方村が合併して茨田郡寺方村となる。
- 1889年（明治22年）4月1日 - 町村制の施行により、茨田郡高瀬村・東橋波村・西橋波村・寺方村が合併して茨田郡三郷村が発足。大字高瀬に村役場を設置。
- 1896年（明治29年）4月1日 - 所属郡が北河内郡に変更。
- 1934年（昭和9年）9月21日 - 室戸台風の暴風雨により三郷小学校の木造校舎が倒壊。児童が下敷きとなり死傷者[1]。
- 1936年（昭和11年）12月1日 - 三郷村が町制施行して北河内郡三郷町となる。
- 1946年（昭和21年）11月1日 - 北河内郡守口町と合併して守口市が発足。同日三郷町廃止。

## 交通

### 鉄道路線
現在は京阪本線の西三荘駅が所在するが、当時は未開業。

### 道路
現在は旧町域を国道163号が通過するが、当時は未開通。

## 名所・旧跡・観光スポット・祭事・催事
- 高瀬神社